# Firewall Zero Hour
Firewall Zero Hour ist ein Ego-Shooter des US-amerikanischen Spieleentwicklers First Contact Entertainment für die PlayStation 4, der den Besitz des Head-Mounted Displays von PlayStation VR voraussetzt. In dem Videospiel steuert der Spieler die Figuren mit dem DualShock-4-Controller oder alternativ mit dem speziell für PSVR entwickelten Ziel-Controller. Herausgeber ist Sony Interactive Entertainment.

## Handlung
In dem Spiel werden zwei Söldner-Teams, die Angreifer und die Verteidiger, von anonymen Vertragshändlern angeheuert, um wichtige Informationen entweder zu erbeuten oder vor einem Diebstahl zu schützen. Der Laptop mit den geheimen Daten befindet sich dabei an wechselnden Schauplätzen auf der ganzen Welt, beispielsweise in Russland, im Vereinigten Königreich oder im Nahen Osten. Der Spieler übernimmt die Rolle eines sogenannten Contractors, einem von insgesamt zwölf Söldnern, der mit seinem Team abwechselnd Aufträge entweder als Angreifer oder als Verteidiger ausführt. Es handelt sich dabei um ein Multiplayer-Spiel, lediglich in einem PvE-Trainings-Modus kann auch ein Spieler alleine gegen computergesteuerte Gegner antreten.

## Spielprinzip
Die Entwickler bezeichnen Firewall Zero Hour als einen teambasierten 4-gegen-4-VR-Shooter und setzen auf kurze, taktisch geprägte Partien, die vom Ablauf her an Spiele, wie Counter-Strike und den Taktik-Shooter Rainbow Six Siege erinnern. Der Spieler hat die Auswahl zwischen mehreren PvE- und PvP-Modi, in denen er kooperativ gegen Computergegner zu Trainingszwecken oder gegen ein Team menschlicher Mitspieler antritt. Zu Beginn einer Runde im kompetitiven Contract-Modus finden sich im Team der Angreifer sowie der Verteidiger je vier Mitspieler zusammen.
Der Spieler wählt eine der zur Verfügung stehenden Spielfiguren, die über unterschiedliche Fähigkeiten verfügen, aus und bestimmt die Waffen und Hilfsmittel, die mit in den Kampf genommen werden. Innerhalb eines Zeitlimits von fünf Minuten gilt es nun aufseiten der Verteidiger die Angreifer auszuschalten oder am Erreichen des Laptops zu hindern. Das Angreifer-Team hat gewonnen, wenn alle Verteidiger kampfunfähig sind oder innerhalb der Zeitvorgabe die Daten gestohlen wurden. Die Umgebungen sind verschachtelt angelegt und bieten viele Möglichkeiten Fallen aufzustellen und das gegnerische Team in einen Hinterhalt zu locken.
Wird ein Spieler getroffen und nicht rechtzeitig von einem Mitglied des eigenen Teams wiederbelebt, so scheidet dieser aus dem aktiven Spielgeschehen aus, und findet sich vor einer Reihe von Überwachungsmonitoren wieder. Von hier aus kann er weiterhin seinen Mitspielern helfen und Hinweise auf den Standort der Gegner geben. Nach jedem abgeschlossenen Spiel erhalten die Teams Erfahrungspunkte, mit denen die Spielfigur verbessert wird und das Guthaben der Spielwährung Crypto steigt. Diese wird zum Kauf von neuen Contractors sowie Waffen und Upgrades genutzt.

## Liste der Contractors
| Name  | Fähigkeit     | Bonus                                                    |
| ----- | ------------- | -------------------------------------------------------- |
| Skip  | Loaded        | Zusätzliche Munition für die Waffen                      |
| Texas | Bullet Sponge | Erhaltene Treffer richten weniger Schaden an             |
| Red   | Bang Bang     | Verfügt über eine zusätzliche Granate                    |
| Tarek | Wired         | Gegnerische Fallen sind aus größerer Distanz zu erkennen |
| Raha  | Scout         | Gegner werden schneller entdeckt                         |
| Diaz  | Double Time   | Schnellere Bewegungen                                    |
| Fang  | Lightspeed    | Waffen werden schneller nachgeladen                      |
| Meiko | Ninja         | Verursacht weniger Geräusche bei der Fortbewegung        |
| Okoro | Heavy Duty    | Nimmt bei Explosionen weniger Schaden                    |
| Grim  | Quick Fix     | Kann Kameraden schneller wiederbeleben                   |
| Nala  | Ghost         | Löst keine Minen aus                                     |
| Odin  | Iceman        | Weniger Rückstoß beim Abfeuern von Waffen                |

## Rezeption
Die Kritiken zur Veröffentlichung des Spiels waren mehrheitlich positiv. Bei Metacritic erlangt Firewall Zero Hour eine Bewertung von 79/100 Punkten, basierend auf 38 Kritiken der internationalen Fachpresse. In den Bewertungen wird dabei besonders das spannende Gameplay, die unterschiedlichen Spielfiguren und die gelungene Einbindung der virtuellen Realität mittels PlayStation VR bei der Bewegung und der Handhabung der Waffen hervorgehoben. Als ein Kritikpunkt wird der geringe Spielumfang angegeben.

„Fazit: » Firewall Zero Hour ist eine kleine Offenbarung für Sonys VR-Brille. Denn der Taktik-Shooter beweist, dass VR-Online-Duelle auf Konsole nicht nur funktionieren, sondern richtig Laune machen. Wer einmal mit dem Aim-Controller im Anschlag auf die Pirsch gegangen ist, will das Headset für zukünftige Internet-Scharmützel gar nicht mehr absetzen..«“

„Fazit: »Taktischer Team-Shooter mit reichlich Immersion: In Firewall Zero Hour befindet ihr euch wirklich mitten im bleihaltigen Geschehen.«“